# Маркус Свенссон
Маркус Свенссон  (швед. Erik Marcus Svensson, 22 березня 1990) — шведський стрілець, олімпійський медаліст.

## Виступи на Олімпіадах
| Олімпіада           | Дисципліна  | Місце |
| ------------------- | ----------- | ----- |
| Лондон 2012         | скит        | 7     |
| Ріо-де-Жанейро 2016 | скит        | 2     |
| Париж 2024          | скит        | 18    |
| Париж 2024          | скит, мікст | 15    |